# Rym urwany
Rym urwany – współbrzmienie, w którym uczestniczy tylko część słowa, którego reszta zostaje przeniesiona do następnego wersu:
Zwała się Kokosznicka, z domu Jędykowi-
czówna, jej wynalazek epokę stanowi.
(Adam Mickiewicz, Pan Tadeusz)